# Il re di Chez-Maxim
Il re di Chez Maxim è un’operetta di Carlo Lombardo su musiche di Mario Costa, andata in scena per la prima volta il 10 maggio 1919 al Teatro Fossati di Milano.

## Trama
Atto 1°. Il già ricco americano Pik erediterà 200 milioni di dollari a patto di sposare in Francia la parigina Carla Labosse, figlia di un commerciante di birra. Pik è impossibilitato a recarsi subito a Parigi, ma per evitare che Carla sposi qualcun altro incarica l’amico Max Bernet, detto “Il re di Chez Maxim”, di fidanzarsi con lei e tenergliela “pronta”. Max e Carla si fidanzano e stabiliscono la data del nozze per il giorno in cui Pik sbarcherà a Le Havre. Tutto è pronto per il matrimonio tra Carla e Pik e fra gli invitati troviamo anche il cugino di Carla, Bijou, e una ricca e giovane americana collezionista di mariti, Nanà. Ma Pik, appena sbarcato, è subito richiamato in America da un telegramma e Max per non guastare la cerimonia decide di sposare lui stesso Carla, ma senza consumare il matrimonio.
Atto 2°. A Montecarlo, dove gli sposi sono in viaggio di nozze insieme a parenti e amici, Carla racconta la delusione del matrimonio non consumato, ma proclama tuttavia la propria amicizia nei confronti di Max. Bijou crede che quest’ultimo abbia una relazione con Nanà e, per tenerla lontana da lui, inizia a corteggiarla.
Atto 3°. Questa volta Pik arriva davvero dall’America, pronto per il matrimonio con Carla, che dovrebbe dunque divorziare dall’amico Max. Ma Carla e Max hanno scoperto di essere innamorati e non devono fare altro che restare sposati e consumare il matrimonio; mentre Nanà decide di sposare Bijou, per poter finalmente inserire nella propria collezione un marito europeo.

## Libretto e musica
Il re di Chez Maxim è un’operetta messa insieme da Carlo Lombardo su motivi preesistenti di Mario Costa. Lombardo aveva scritto un libretto d’operetta di ambientazione francese (Parigi, Montecarlo) e pensò di adattarvi una scelta di musiche – canzoni, romanze, ballabili – scritte da Mario Costa, all’epoca noto soprattutto per le canzoni napoletane. Anche se era in genere abbastanza spregiudicato nell’uso di materiali altrui, che spesso utilizzava senza citarne la fonte, in questo caso Lombardo ottenne, grazie alla mediazione dell’editore Ricordi, un permesso esplicito da parte di Costa, che inizialmente era molto perplesso su questa bizzarra operazione ma alla fine ne ricavò fama e guadagni e se ne reputò dunque molto soddisfatto, come raccontava lui stesso: «Ero a Torino e vidi annunciato per lo spettacolo diurno e serale di quel giorno all’Alfieri Il re di Chez Maxim. Mi recai a teatro un po’ perplesso, ma devo confessare con tutta sincerità che, risentendo la mia musica in una nuova veste, ne riportai un’impressione gradevolissima. E tutta quella musica, di cui una parte avevo perfino dimenticata, mi parve così ingegnosamente e così abilmente adattata nell’operetta, che finii io stesso col divertirmi al pari del pubblico».

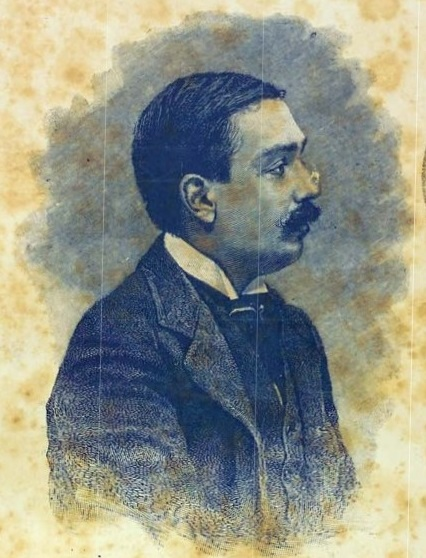
Mario Costa nel 1910.

Anche il recensore della rivista Arte Drammatica si divertì molto alla prima milanese: «Straordinario è il senso del teatro che ha Carlo Lombardo. Il re di Chez Maxim ha superato le altre sue operette, riuscendo con tanto buon gusto e criterio ad adattare la musica italiana e dolce di Mario Costa da farne uno spettacolo d’arte e di completo divertimento». Al grande successo di pubblico dell’operetta di Lombardo e Costa contribuì certamente anche la protagonista Nella Regini, che era allora la regina dell’operetta italiana.
Il brano più famoso di questa operetta-pastiche, “Vedo un cielo tutto azzurro”, altro non è, nel ritornello, che una delle più celebri canzoni napoletane di Costa, Era de maggio, composta per poche lire nel 1885 su testo di Salvatore Di Giacomo (poi completamente riscritto, per l’operetta, da Lombardo) e dedicata all’allora fidanzata e poi moglie Carolina Sommer. Per quanto possano sembrare lontane sia geograficamente che nell’ispirazione, la canzone e il duetto d’operetta hanno qualcosa che accomuna Napoli e la Costa Azzurra, la bellezza del cielo e del mare, come spiega il testo del duetto: «Vedo un cielo tutto azzurro / che un tranquillo mar colora: / né un rumore né un sussurro, / mentre il sol gli aranci indora. / Palme chete, ville liete, / sembran dirci col sorriso: / se tu cerchi un paradiso, / paradiso è questo qua». I napoletani Lombardo e Costa, nel descrivere in questo modo la Costa Azzurra, avranno certamente pensato alla loro Napoli. E d’altro canto Costa amava molto frequentare la Costa Azzurra e soprattutto i suoi casinò.
Visto il buon esito dell’operazione, tre anni dopo Lombardo chiederà a Costa di scrivere una nuova operetta da zero, ossia con musiche totalmente originali, e ne venne fuori il maggior successo teatrale di Costa e uno dei maggiori dell’intera storia dell’operetta italiana: Scugnizza.

## Brani musicali
- Coro d’introduzione delle damigelle d’onore («I biondi luppoli»)
- Entrata di Carla con coro («Al vaporoso velo di sposa» / «La luna, pur curiosa»)
- Valzer di Max («Di Chez Maxim l’ambìto tron» / «Zazà, Ninon, fior di bohème dorata»)
- Entrata di Nanà con coro («Per l’eleganza ho sempre avuto un tic»)
- Duetto del viaggio Parigi-Montecarlo [Carla, Max] («Vedo un cielo tutto azzurro»)
- Duetto comico Nanà-Bijou («Oh, com’è fragile Nanà»)
- Finale I («Scivola, dondola lo sleeping-car»)
- Intermezzo e coro di ufficiali e signore («Tra i voli rapidi del patinage»)
- Romanza di Max («Io chiudo gli occhi e vedo ancor»)
- Duetto del “tu” [Carla, Max] («O “tu”, sospiro blando d’ogni core»)
- L’ultimo valzer, duetto comico Nanà-Bijou («Un giro sol perché»)
- Duetto comico del jazz [Nanà, Bijou] («Della danza la marcia quest’è»)
- Finale II («Il sospiro d’un violin»)
- Intermezzo
- Duetto reminiscenze Nanà-Bijou («Un bacio ancor perché»)
- Quartetto buffo [Nanà, Bijou, Labosse, Madame Labosse] («Ahimè, chi disse donna disse danno»)
- Duetto Carla-Max («Ripeti ancora che m’ami»)
- Finale III